# Zofia Trojan
Zofia Trojan, z domu Dziedzic (ur. 6 grudnia 1929 w Brzostku) – polska Sprawiedliwa wśród Narodów Świata.

## Życiorys
Urodziła się 6 grudnia 1929 roku w Brzostku, w rodzinie Wojciecha oraz Bronisławy z domu Dachowskiej. Miała dwoje rodzeństwa – zmarłą w wieku czternastu lat siostrę Józefę oraz brata Stanisława, który po przebytej chorobie Heinego-Medina pozostał niepełnosprawny do końca życia. Ojciec zajmował się dostarczaniem towarów do sklepów żydowskich, a Dziedzicowie zaprzyjaźnili się z żydowską rodziną Sali Schönwetter.
Po wybuchu II wojny światowej Sala Schönwetter trafiła do getta, jednak udało jej się uciec. Dziedzicowie wraz z Zofią ukryli ją na strychu swojego domu. Dróżnik Piłat z Brzostku przewiózł następnie żydowską rodzinę na rowerze do Gębiczyny, gdzie schroniła się u Rybów. Mimo to Schönwetterowie dalej sporadycznie pojawiali się w domu Dziedziców wraz z Józefem Fischem, piekarzem z Jasła, kiedy pobyt u Rybów był zbyt niebezpieczny. Rodzina Dziedziców ukrywała także Adama Szusa, który uciekł z obozu pracy w Przeczycy w październiku 1943 roku.
Zofia, Bronisława i Wojciech Dziedzicowie zostali odznaczeni medalem „Sprawiedliwy wśród Narodów Świata” 29 stycznia 2006 roku.